# Oenochlora patrocinatus
Oenochlora patrocinatus là một loài bướm đêm trong họ Geometridae.